# Ursula Happe
Ursula Happe, född Krey 29 oktober 1926 i Fria staden Danzig, död 26 mars 2021 i Dortmund, var en tysk simmare.
Happe blev olympisk guldmedaljör på 200 meter bröstsim vid sommarspelen 1956 i Melbourne.